# Stenopodius insularis
Stenopodius insularis är en skalbaggsart som beskrevs av Blaisdell 1939. Stenopodius insularis ingår i släktet Stenopodius och familjen bladbaggar. Inga underarter finns listade i Catalogue of Life.